# Усть-Плоське
Усть-Плоське — річка в Росії, у Медвенському й Солнцевському районах Курської області. Ліва притока Сейму (басейн Дніпра).

## Опис
Довжина річки 21 км, площа басейну 88 км².

## Розташування
Бере початок на південному заході від села Толстоплотова. Тече переважно на північний схід через Вороб'ївку і в селі Плоске впадає у річку Сейм, ліву притоку Десни. На деяких ділянках пересихає.
Населені пункти вздовж берегової смуги: Семеновка, Муриновка, Сорочине, Татарський, Мелідово.